# 2018年遊戲大獎
2018年遊戲大獎（英語：The Game Awards 2018）是一場表彰當年度最佳電子遊戲的頒獎典禮。該典禮由遊戲大獎的創始人兼製作人傑夫·吉斯利製作並主持，於2018年12月6日在美國加州洛杉矶微軟劇院舉行，僅限受邀觀眾出席。活動在超過45個數位平台上進行了實時直播。現場除了呈現哈利·葛瑞森-威廉斯、丹尼爾·雷諾伊斯、莉娜·雷恩與漢斯·季默的音樂演出外，還有包括喬納·希爾、罗素兄弟、布伦登·尤里與克里斯托弗·瓦尔兹在內的名人嘉賓進行頒獎環節。典禮以任天堂的雷吉·菲尔斯-埃米、PlayStation的肖恩·雷頓以及Xbox的菲爾·史賓塞共同致詞開場，象徵著業界的團結。吉斯利在上一屆典禮結束後便立即開始籌備，並花費數月時間前往全球各大工作室，以確保各項展示與預告片的發布。
《戰神》與《碧血狂殺2》各自獲得了八項提名，創下了當時遊戲大獎歷史上的最高提名數量。在典禮上，《碧血狂殺2》以四項獲獎紀錄並列成為該典禮歷史上獲獎數最多的遊戲，而《戰神》則獲得了年度遊戲獎。現場還揭曉了多款新作，包括《極地戰嚎：破曉》、《黑帝斯》與《天外世界》。與此活動同期，各大數位商店均對提名作品及過往獲獎遊戲進行了促銷銷售。該活動的直播觀看次數超過2620萬次，創下歷史新高，其中最高同時線上觀眾達到400萬人。該典禮普遍獲得媒體正面評價，讚揚其開場致詞與各項展示，但亦有批評指出活動過度關注新作揭曉而忽略了獎項本身。

## 背景
正如前幾屆遊戲大獎一樣，此次頒獎典禮由加拿大遊戲記者傑夫·吉斯利主持並製作。他擔任執行製片人，與吉米·金（Kimmie Kim）共同製作，而理查·普魯斯（Richard Preuss）和萊羅伊·班尼特（LeRoy Bennett）則分別擔任導演與創意總監。吉斯利在上一屆頒獎典禮結束後便立即開始籌備本屆的遊戲大獎，先進行事後檢討，隨後預訂了微軟劇院。2018年7月的电子娱乐展之後，他便開始全力投入工作，花費數月時間前往世界各地的工作室，以確保展示和預告片的發布，並與開發者討論如何展示他們的遊戲；他在七月與八月期間先後與中國的發行合作夥伴會面，並在日本拜訪了包括FromSoftware、小岛工作室和白金工作室在內的十家遊戲工作室，之後又在歐洲停留了一段時間。九月，他還特地前往Rockstar Games位於紐約的總部，討論如何在頒獎典禮上展示《碧血狂殺2》。
整個年度中負責該頒獎典禮核心工作的團隊僅由四到五人組成。2018年的預算在七月確定，金額達到數百萬美元；吉斯利除了從出版商和贊助商那裡籌集資金外，也親自出資支持該典禮。到了八月，各項構想已在考慮中，其中包括邀請漢斯·季默參與——他原本也曾參與上一屆典禮，但因其他承諾而退出。十月，吉斯利開始邀請主持人，並在月中確定了如约瑟夫·法尔斯和杰弗里·卡普兰等開發者；他也曾與彼得·杰克逊討論合作事宜，但最終未能達成。針對2018年的頒獎典禮，製作團隊特別注重舞台燈光的設計，以營造沉浸式體驗。在團隊於九月批准班尼特的設計後，他們便進入了預算規劃階段，而在這一階段，許多創意構想都被刪減。十月下旬，製作團隊中的十一位成員搬進位於莫尼卡的一個由四棟建築組成的辦公綜合體，從線上會議轉為面對面協作；到十二月，最終有數百人參與了整個製作工作。
吉斯利估計從八月至十一月期間，他每天大約工作18小時，而在最後一個月每天工作19小時。金認為她與吉斯利之間形成了一種陰陽互補的關係，並擔心吉斯利會過於關注細枝末節的問題；吉斯利也表示認同，金說自己非常享受這份工作，並且不後悔，但希望未來能聘請更多人以分擔部分工作重心。金的目標是讓整個頒獎典禮在感恩節前完成約80%至90%，之後團隊將休假一週。為了保密，彩排期間有專門的保安團隊進行監督；吉斯利對團隊也十分保密，高層製作成員甚至在頒獎典禮前幾天才得知部分展示，所有預告片也僅以代號及預定時長進行列示。大部分稿件由吉斯利自行撰寫，而蓋伯·烏爾（Gabe Uhr）和凱爾·波士文（Kyle Bosman）則負責為各位主持人撰寫稿件。在彩排期間，吉斯利為了能夠隨時趕往微軟劇院，便入住了對街的麗思卡爾頓酒店。
該頒獎典禮於2018年12月6日在美國加州洛杉矶的微軟劇院舉行，並在全球超過45個數位平台上進行了直播。騰訊的馬曉軼以顧問身份加入此次頒獎典禮；在中國，該活動則在超過15個平台上同步直播。典禮以任天堂的雷吉·菲尔斯-埃米、PlayStation的肖恩·雷頓和Xbox的菲爾·史賓塞的聯合致詞開場。自2014年該活動創立以來，吉斯利一直希望能夠聚集這三位業界領袖，因為他認為這象徵著凝聚整個產業。雖然這三位領袖均親自同意參與致詞，但在最終確認之前卻經歷了數月的談判；吉斯利表示，在典禮前幾天一度感覺計劃「快要崩潰」，但最終「神奇地重新聚攏」並趕上了進度。
遊戲大獎管弦樂團以其新主題曲拉開了典禮序幕，這首由指揮羅恩·巴夫原創的樂曲曾與吉斯利在斯派克电子游戏大奖中合作，他創作這首樂曲旨在代表吉斯利的工作以及整個遊戲社群。巴夫建議讓季默與哈利·葛瑞森-威廉斯與《蔚藍》的作曲家莉娜·雷恩以及《冒險聖歌》的作曲家莎拉·莎赫納一同登台演出，以呈現電影、電視與電子遊戲產業的融合。莎赫納起初擔心《冒險聖歌》的配樂如何能轉換成管弦樂演出，但在編排出一個縮短版的主題後，她發現「一切逐漸順理成章地進行」了。至於年度遊戲混音環節，巴夫被迫等到十一月中旬提名名單確定後才開始準備；公告一出，製作團隊便立即著手聯繫各遊戲工作室，籌備遊戲配樂。

### 展示
在活動期間，部分獲提名及曾獲獎的遊戲在任天堂eShop、PlayStation Store、Steam和Xbox Games市集舉辦了促銷活動。同時，針對近期推出及即將發布的遊戲，也進行了展示：
- 《先祖：人類奧德賽（英语：Ancestors: The Humankind Odyssey）》
- 《冒險聖歌》
- 《不屈不撓》
- 《黎明死線》
- 《鬼泣5》
- 《堡垒之夜》
- 《极限竞速 地平线4》
- 《万智牌：竞技场》
- 《絕地求生》
- 《意航員2》
- 《狂怒》
- 《火箭聯盟》
- 《任天堂明星大亂鬥 特別版》
- 《史丹利的寓言》

首次亮相遊戲展示包括：
- 《Among Trees》
- 《ATLAS（英语：Atlas (video game)）》
- 《古惑狼賽車：氮氣爆衝》
- 《龙腾世纪：紗障守护者》
- 《極地戰嚎：破曉》
- 《黑帝斯》
- 《狂野星球之旅（英语：Journey to the Savage Planet）》
- 《最後營火（英语：The Last Campfire）》
- 《漫威英雄：終極聯盟3》
- 《真人快打11》
- 《天外世界》
- 《無路之旅（英语：The Pathless）》
- 《再心》
- 《Scavengers拾荒者》
- 《怪奇物語3：遊戲（英语：Stranger Things 3: The Game）》
- 《Survived By》

吉斯利在2017年頒獎典禮後接到了超级巨人游戏工作室的格雷格·凱瑟文與阿米爾·拉歐（Amir Rao）的聯繫；他們於2018年2月在D.I.C.E.峰會上會面，並提出了《黑帝斯》的展示與搶先體驗發布計劃。《真人快打11》的展示工作則已籌備近一年。《The Last Night》的開發者曾與吉斯利聯繫，原本打算展示該遊戲，但由於與發行商之間的爭議，他們被迫在活動前一到兩個月退出了合作。

## 獲獎與提名
2018年遊戲大獎的提名名單於11月13日公布；該公告獲得的流量遠超預期，訪客數量達到平常的五倍，導致網站癱瘓了數小時。參選作品必須在2018年11月16日或之前向大眾發布，才有資格參加評選。提名名單由來自全球69家媒體機構的評審團成員匯編而成。最終的獲獎者由評審團（佔90%）與公眾投票（佔10%）共同決定；而公眾投票則通過官方網站及社交媒體平台與技術（如Amazon Alexa、Bilibili、Discord、Facebook Messenger、Google助理以及Twitter）進行。在官方網站上進行並在社交媒體上分享的投票，在粉絲投票計算中額外被賦予10%的權重。最終登記的投票數超過1050萬票，比前一年增長了50%。
此前頒獎典禮中的風雲玩家（Trending Gamer）獎項於本屆被拆分成了「年度網路內容創作者」（Content Creator of the Year）和「世界遊戲公民」（Global Gaming Citizens），前者用以表彰那些創作出新穎且具創意的電子遊戲內容的個人，例如直播主與視頻創作者；後者旨在表彰那些通過電子遊戲改善其社群的人。本屆頒獎典禮中還新增了額外的電子競技獎項。最佳學生遊戲（Best Student Game）的提名徵集於九月和十月期間開放，並由包括陈星汉、托德·霍华德、小島秀夫以及文斯·贊佩拉在內的業界成員組成的評審團進行評選。

### 獎項
獲獎作品及獲獎者以粗體顯示。

#### 電子遊戲
| 年度遊戲 Game Of The Year | 最佳遊戲敘事 Best Narrative |
| --- | --- |
| - 戰神－索尼互動娛樂聖塔莫尼卡工作室／索尼互動娛樂 - 碧血狂殺2－Rockstar Games - 蔚藍－Matt Makes Games - 蜘蛛俠－Insomniac Games／索尼互動娛樂 - 魔物獵人 世界－卡普空 - 刺客信条：奥德赛－育碧魁北克／育碧                     | - 碧血狂殺2－Rockstar Games - 底特律：變人－Quantic Dream／索尼互動娛樂 - 戰神－索尼互動娛樂聖塔莫尼卡工作室／索尼互動娛樂 - 奇异人生2－Dontnod Entertainment／史克威尔艾尼克斯 - 蜘蛛俠－Insomniac Games／索尼互動娛樂                    |
| 最佳原聲/音樂配樂 Best Score/Music | 最佳遊戲指導 Best Game Direction |
| - 碧血狂殺2－伍迪·杰克逊 - 蔚藍－莉娜·雷恩 - 戰神－比爾·麥克瑞利 - 蜘蛛俠－約翰·派桑諾 - 第二國度II 王國再臨－久石让 - 歧路旅人－西木康智                                                                                        | - 戰神－索尼互動娛樂聖塔莫尼卡工作室／索尼互動娛樂 - 逃出生天－霧影工作室／艺电 - 碧血狂殺2－Rockstar Games - 底特律：變人－Quantic Dream／索尼互動娛樂 - 蜘蛛俠－Insomniac Games／索尼互動娛樂                                            |
| 最佳聲音設計 Best Audio Design | 最佳美術指導 Best Art Direction |
| - 碧血狂殺2－Rockstar Games - 使命召唤：黑色行动4－Treyarch／动视 - 极限竞速 地平线4－游乐场游戏工作室／Turn 10工作室／微軟工作室 - 戰神－索尼互動娛樂聖塔莫尼卡工作室／索尼互動娛樂 - 蜘蛛俠－Insomniac Games／索尼互動娛樂     | - 奥伯拉丁的回歸－3909 LLC - 刺客信条：奥德赛－育碧魁北克／育碧 - 戰神－索尼互動娛樂聖塔莫尼卡工作室／索尼互動娛樂 - 碧血狂殺2－Rockstar Games - 歧路旅人－史克威尔艾尼克斯／Acquire／任天堂                                               |
| 最佳演出 Best Performance | 最佳營運遊戲 Best Ongoing Game |
| - 羅傑·克拉克 飾演 亚瑟·摩根－碧血狂殺2 - 布萊恩·德查特 飾演 康納（Connor）－底特律：變人 - 克里斯多夫·賈基 飾演 克雷多斯－戰神 - 梅麗珊提·馬胡特 飾演 卡珊卓（Kassandra）－刺客信条：奥德赛 - 尤里·洛文塔爾 飾演 蜘蛛人－蜘蛛俠 | - 堡垒之夜－Epic Games - 天命2 遺落之族－Bungie／动视 - 无人深空－Hello Games - 鬥陣特攻－暴雪娛樂 - 虹彩六號：圍攻行動－育碧蒙特婁／育碧                                                                                                  |
| 最佳獨立遊戲 Best Independent Game | 最具影響力遊戲 Games for Impact |
| - 蔚藍－Matt Makes Games - 死亡細胞－Motion Twin - 陷陣之志－Subset Games - 奧伯拉丁的回歸－3909 LLC - 忍者信使－Sabotage／Devolver Digital                                                                                      | - 蔚藍－Matt Makes Games - 11-11：記憶重述－Digixart／阿德曼动画／万代南梦宫娱乐 - Florence－Mountains／安纳布尔纳互动 - 奇异人生2－Dontnod Entertainment／史克威尔艾尼克斯 - The Missing: J.J. 瑪柯菲爾德與追憶之島－White Owls／亞克系統 |
| 最佳虛擬實境/擴增實境遊戲 Best VR/AR Game | 最佳手机遊戲 Best Mobile Game |
| - 太空機器人：救援任務－索尼互動娛樂日本工作室／索尼互動娛樂 - Beat Saber－Beat Games - 防火牆絕命時刻－First Contact Entertainment／索尼互動娛樂 - 莫斯歷險記－Polyarc Games - 俄羅斯方塊 效應－Resonair／Enhance, Inc.         | - Florence－Mountains／安纳布尔纳互动 - 甜甜圈都市－Ben Esposito／安纳布尔纳互动 - 堡垒之夜－Epic Games - 絕地求生：刺激戰場－Lightspeed & Quantum／騰訊遊戲 - 王權：權力遊戲－Nerial／Devolver Digital                                    |
| 最佳動作遊戲 （獎項分類包含動作射擊遊戲） Best Action Game | 最佳動作/冒險遊戲 Best Action／Adventure Game |
| - 死亡細胞－Motion Twin - 使命召唤：黑色行动4－Treyarch／动视 - 天命2 遺落之族－Bungie／动视 - 孤岛惊魂5－育碧蒙特婁／育碧 - 洛克人11 命運的齒輪！！－卡普空                                                                     | - 戰神－索尼互動娛樂聖塔莫尼卡工作室／索尼互動娛樂 - 刺客信条：奥德赛－育碧魁北克／育碧 - 蜘蛛俠－Insomniac Games／索尼互動娛樂 - 碧血狂殺2－Rockstar Games - 古墓奇兵：暗影－藝奪蒙特婁／晶体动力／史克威尔艾尼克斯                       |
| 最佳角色扮演遊戲 Best Role Playing Game | 最佳格斗游戏 Best Fighting Game |
| - 魔物獵人 世界－卡普空 - 勇者鬥惡龍XI 尋覓逝去的時光－史克威尔艾尼克斯 - 第二國度II 王國再臨－LEVEL-5／万代南梦宫娱乐 - 歧路旅人－史克威尔艾尼克斯／Acquire／任天堂 - 永恆之柱2：死火－黑曜石娱乐／Versus Evil                  | - 龍珠戰士Z－亞克系統／万代南梦宫娱乐 - 蒼翼默示錄：交叉組隊戰－亞克系統 - 劍魂VI－萬代南夢宮工作室／万代南梦宫娱乐 - 街頭霸王V－Dimps／卡普空                                                                                             |
| 最佳策略遊戲 Best Strategy Game | 最佳家庭遊戲 Best Family Game |
| - 陷阵之志－Subset Games - 戰場女武神4－Sega CS3／世嘉 - 旗幟的傳說3－Stoic Studio／Versus Evil - BattleTech－翻新計畫／Paradox Interactive - 冰汽时代－11 bit studios                                                           | - 煮過頭2－Ghost Town Games／Team17 - 瑪利歐網球 王牌高手－Camelot Software Planning／任天堂 - 任天堂Labo－任天堂企划制作本部／任天堂 - 銀河聯軍：阿特拉斯之戰－育碧多伦多／育碧 - 超级马力欧派对－NDcube／任天堂                          |
| 最佳多人遊戲 Best Multiplayer Game | 最佳體育/競速遊戲 Best Sports/Racing Game |
| - 堡垒之夜－Epic Games - 盗贼之海－Rare／微軟工作室 - 魔物獵人 世界－卡普空 - 使命召唤：黑色行动4－Treyarch／动视 - 天命2 遺落之族－Bungie／动视                                                                                 | - 极限竞速 地平线4－游乐场游戏工作室／Turn 10工作室／微軟工作室 - 瑪利歐網球 王牌高手－Camelot Software Planning／任天堂 - 實況足球2019－PES Productions／科樂美 - FIFA 19－EA温哥华／EA Sports - NBA 2K19－Visual Concepts／2K Sports     |
| 最佳獨立遊戲處女作 Best Debut Indie Game | 最佳學生遊戲 Best Student Game |
| - 忍者信使－Sabotage Studio - 甜甜圈都市－Ben Esposito／安纳布尔纳互动 - Florence－Mountains／安纳布尔纳互动 - 莫斯歷險記－Polyarc Games - 尤庫的小島速遞－Villa Gorilla                                                         | - Combat 2018－应用科学内陆挪威大学 - Dash Quasar－加利福尼亞大學聖塔克魯茲分校 - JERA－迪吉彭理工學院毕尔巴鄂分校 - LIFF－ISART Digital - RE: Charge－麻省理工学院                                                                        |

#### 電競與創作者
| 最佳電子競技遊戲 Best Esports Game | 最佳職業電競選手 Best Esports Player |
| --- | --- |
| - 鬥陣特攻－暴雪娛樂 - 反恐精英：全球攻势－Valve - Dota 2－Valve - 堡垒之夜－Epic Games - 英雄聯盟－拳頭遊戲                                                                                             | - SonicFox－多米尼克·麥克萊恩（Echo Fox） - JJonak－방성현（纽约） - S1mple－亞歷山大·科斯特列耶夫（Natus Vincere） - Tokido－谷口一（Echo Fox） - Uzi－简自豪（皇族電子競技俱樂部）                     |
| 最佳電競戰隊 Best Esports Team | 最佳電競教練 Best Esports Coach |
| - Cloud9（英雄聯盟） - Astralis（反恐精英：全球攻势） - Fnatic（英雄聯盟） - 伦敦喷火战斗机（守望先锋联赛） - OG（Dota 2）                                                                               | - Reapered－복한규（Cloud9） - ppasarel－Cristian Bănăseanu（OG） - Dylan Falco（Fnatic） - YamatoCannon－Jakob Mebdi（Team Vitality） - YNk－Janko Paunovic（MiBR） - zonic－Danny Sorensen（Astralis） |
| 最佳電競賽事 Best Esports Event | 最佳電競主持 Best Esports Host |
| - 英雄联盟2018赛季全球总决赛 - 2018年守望先锋联赛总决赛 - 2018 ELEAGUE波士頓特級錦標賽 - Evo 2018 - 2018年Dota 2國際邀請賽                                                                               | - Sjokz－艾芙耶·迪普爾特雷 - 安德斯·布盧姆 - Redeye－保羅·沙洛納 - Goldenboy－Alex Mendez - Machine－Alex Richardson                                                                                     |
| 最佳電競時刻 Best Esports Moment | 年度網路內容創作者 Content Creator of the Year |
| - Cloud9在對陣Faze的三重加時賽中完成逆轉勝（ELEAGUE） - KT對IG的基地競速（英雄聯盟世界大賽） - G2擊敗RNG（英雄聯盟世界大賽） - OG爆冷擊敗LGD（Dota 2國際邀請賽） - SonicFox以換邊策略對抗Go1（Evo 2018） | - Ninja - DrLupo - Pokimane - Willyrex - Myth |

#### 榮譽獎
| 产业标致奖 Industry Icon Award | 世界遊戲公民 Global Gaming Citizens                         |
| ------------------------------ | ----------------------------------------------------------- |
| - 格雷格·托馬斯（Greg Thomas） | - 莎迪亞·巴希爾 - 史蒂文·斯蓬（Steven Spohn） - 盧阿爾·梅恩 |

### 多項提名和獲獎

#### 多項提名
《戰神》與《碧血狂殺2》均獲得八項提名，為當時遊戲大獎歷史上提名數最多的遊戲。其他獲得多項提名的遊戲包括：《蜘蛛俠》獲得七項提名，《刺客信条：奥德赛》、《蔚藍》與《堡垒之夜》各獲得四項提名。而索尼互動娛樂共獲得二十項提名，為所有發行商中最多，其次是Rockstar Games的八項提名，以及史克威尔艾尼克斯與育碧各七項提名。

| 提名數 | 遊戲                    |
| ------ | ----------------------- |
| 8      | 《戰神》                |
| 8      | 《碧血狂殺2》           |
| 7      | 《蜘蛛俠》              |
| 4      | 《刺客信条：奥德赛》    |
| 4      | 《蔚藍》                |
| 4      | 《堡垒之夜》            |
| 3      | 《使命召唤：黑色行动4》 |
| 3      | 《天命2 遺落之族》      |
| 3      | 《底特律：變人》        |
| 3      | 《Florence》            |
| 3      | 《魔物獵人 世界》       |
| 3      | 《歧路旅人》            |
| 2      | 《死亡細胞》            |
| 2      | 《甜甜圈都市》          |
| 2      | 《极限竞速 地平线4》    |
| 2      | 《陷陣之志》            |
| 2      | 《奇异人生2》           |
| 2      | 《瑪利歐網球 王牌高手》 |
| 2      | 《忍者信使》            |
| 2      | 《莫斯歷險記》          |
| 2      | 《第二國度II 王國再臨》 |
| 2      | 《奧伯拉丁的回歸》      |
| 2      | 《守望先锋》            |

| 提名數 | 發行商           |
| ------ | ---------------- |
| 20     | 索尼互動娛樂     |
| 8      | Rockstar Games   |
| 7      | 史克威尔艾尼克斯 |
| 7      | 育碧             |
| 6      | 动视             |
| 6      | 任天堂           |
| 5      | 安纳布尔纳互动   |
| 5      | 万代南梦宫娱乐   |
| 5      | 卡普空           |
| 4      | Epic Games       |
| 4      | Matt Makes Games |
| 3      | Devolver Digital |
| 3      | 微軟工作室       |
| 2      | 3909 LLC         |
| 2      | 亞克系統         |
| 2      | 暴雪娛樂         |
| 2      | 艺电             |
| 2      | Motion Twin      |
| 2      | Polyarc Games    |
| 2      | Subset Games     |
| 2      | Valve            |

#### 多項獲獎
《碧血狂殺2》獲得最多獎項，共贏得四項大獎，並與其他遊戲並列為遊戲大獎歷史上獲獎數最高的遊戲。《戰神》贏得三項獎項，而《蔚藍》與《堡垒之夜》則各獲得兩項獎項。Rockstar Games與索尼互動娛樂是獲得最多獎項的發行商，各獲得四項獎項，而Epic Games與Matt Makes Games則各獲得兩項獎項。

| 獎項數 | 遊戲          |
| ------ | ------------- |
| 4      | 《碧血狂殺2》 |
| 3      | 《戰神》      |
| 2      | 《蔚藍》      |
| 2      | 《堡垒之夜》  |

| 獎項數 | 發行商           |
| ------ | ---------------- |
| 4      | Rockstar Games   |
| 4      | 索尼互動娛樂     |
| 2      | Epic Games       |
| 2      | Matt Makes Games |

## 嘉賓與表演者

### 嘉賓
以下嘉賓依照出場順序列出，擔任頒獎或介紹預告片的工作。其他所有獎項均由吉斯利頒發。原本宣布參與頒獎的愛莎·泰勒因拍攝而被迫退出。
| 名字                                          | 橋段                                                                       | 來源   |
| --------------------------------------------- | -------------------------------------------------------------------------- | ------ |
| 约瑟夫·法尔斯                                 | 於預演節目頒發最佳動作遊戲獎                                               | [ 28 ] |
| 艾力克斯·哈欽森                               | 於預演節目展示《狂野星球之旅》的首支預告片                                 | [ 29 ] |
| 雷吉·菲尔斯-埃米                              | 以關於業界團結的分享演講揭開典禮序幕                                       | [ 6 ]  |
| 肖恩·雷頓                                     | 以關於業界團結的分享演講揭開典禮序幕                                       | [ 6 ]  |
| 菲爾·史賓塞                                   | 以關於業界團結的分享演講揭開典禮序幕                                       | [ 6 ]  |
| Jacksepticeye                                 | 頒發最佳遊戲敘事獎                                                         | [ 6 ]  |
| Pokimane                                      | 頒發最佳遊戲敘事獎                                                         | [ 6 ]  |
| 喬納·希爾                                     | 頒發產業標緻獎                                                             | [ 30 ] |
| 羅莎·薩拉查                                   | 頒發最佳演出獎                                                             | [ 6 ]  |
| 克里斯多夫·華茲                               | 頒發最佳演出獎                                                             | [ 6 ]  |
| 吉恩-賽巴斯汀·德坎特（Jean-Sebastien Decant） | 展示《極地戰嚎：破曉》的首支預告片                                         | [ 7 ]  |
| 派崔斯·戴西萊茲                               | 展示《先祖：人類奧德賽》的實機遊玩預告片                                   | [ 16 ] |
| 喬許·荷姆斯                                   | 展示《Scavengers拾荒者》的首支預告片                                       | [ 31 ] |
| 布伦登·尤里                                   | 頒發最佳原聲/音樂配樂獎                                                    | [ 32 ] |
| 馬修·科泰（Mathieu Coté）                     | 展示《黎明死線：黑暗滲透》的首支預告片                                     | [ 27 ] |
| 凱西·赫德森                                   | 展示《冒險聖歌》的新預告片                                                 | [ 30 ] |
| 狼                                            | 展示《古惑狼賽車：氮氣爆衝》的首支預告片                                   | [ 33 ] |
| 克里斯多夫·賈基                               | 頒發年度網路內容創作者獎                                                   | [ 6 ]  |
| 桑尼·蘇利奇                                   | 頒發年度網路內容創作者獎                                                   | [ 6 ]  |
| 倫納德·博亞斯基                               | 展示《天外世界》的首支預告片                                               | [ 30 ] |
| 蒂姆·凱恩                                     | 展示《天外世界》的首支預告片                                               | [ 30 ] |
| 杰西·休士頓（Jesse Houston）                  | 展示《不屈不撓》的主機板預告片                                             | [ 34 ] |
| 喬爾·麥克哈爾                                 | 頒發最佳職業電競選手獎                                                     | [ 30 ] |
| 戴夫·卡德（Dave Curd）                        | 展示《絕地求生》VIKENDI地圖的預告片                                        | [ 35 ] |
| 布萊恩·貝爾                                   | 介紹阿里·愛德華茲（Ali Edwards）和凱西·愛德華茲（Casey Edwards）兩位表演者 | [ 27 ] |
| 瑞弗斯·柯摩                                   | 介紹阿里·愛德華茲（Ali Edwards）和凱西·愛德華茲（Casey Edwards）兩位表演者 | [ 36 ] |
| 傑西·拉普紮克（Jesse Rapczak）                | 展示《ATLAS》的首支預告片                                                  | [ 37 ] |
| 傑瑞米·斯蒂格利茨（Jeremy Stieglitz）         | 展示《ATLAS》的首支預告片                                                  | [ 37 ] |
| Ninja                                         | 頒發最佳獨立遊戲獎                                                         | [ 32 ] |
| 大蝦佩佩                                      | 頒發最佳獨立遊戲獎                                                         | [ 32 ] |
| 伊蓮·蔡斯（Elaine Chase）                     | 宣布《万智牌：竞技场》的電競計畫                                           | [ 38 ] |
| 杜夫兄弟                                      | 展示《怪奇物語3：遊戲》的首支預告片                                        | [ 30 ] |
| 艾德·波恩                                     | 展示《真人快打11》的首支預告片 頒發最佳體育/競速遊戲獎                     | [ 16 ] |
| 菲爾·史賓塞                                   | 展示《鬼泣5》的演示預告片                                                  | [ 27 ] |
| 莉娜·雷恩                                     | 頒發最佳遊戲指導獎                                                         | [ 27 ] |
| 當奴·穆斯塔德（Donald Mustard）               | 展示《堡垒之夜》第七賽季與The Block系統的預告片                            | [ 39 ] |
| 罗素兄弟                                      | 頒發最佳營運遊戲獎                                                         | [ 28 ] |
| 雷吉·菲尔斯-埃米                              | 展示《任天堂明星大亂鬥 特別版》中Joker的預告片                             | [ 16 ] |
| 杰弗里·卡普兰                                 | 頒發年度遊戲獎                                                             | [ 36 ] |

### 表演者
以下是本次頒獎典禮的表演者：
| 表演者                         | 歌曲                            | 作品                        |
| ------------------------------ | ------------------------------- | --------------------------- |
| 遊戲大獎交響樂團               | 遊戲大獎主題曲                  | 不適用                      |
| 哈利·葛瑞森-威廉斯             | 遊戲大獎主題曲                  | 不適用                      |
| 莉娜·雷恩                      | 遊戲大獎主題曲                  | 不適用                      |
| 莎拉·莎赫納                    | 遊戲大獎主題曲                  | 不適用                      |
| 漢斯·季默                      | 遊戲大獎主題曲                  | 不適用                      |
| 遊戲大獎交響樂團               | 〈黎明軍團〉（Legion of Dawn）  | 《冒險聖歌》                |
| 莎拉·莎赫納                    | 〈黎明軍團〉（Legion of Dawn）  | 《冒險聖歌》                |
| Ali Edwards                    | 〈Devil Trigger〉               | 《鬼泣5》                   |
| 凱西·愛德華茲（Casey Edwards） | 〈Devil Trigger〉               | 《鬼泣5》                   |
| 丹尼爾·雷諾伊斯 瑞安農·吉登斯  | 〈山地讚美詩〉（Mountain Hymn） | 《碧血狂殺2》               |
| 丹尼爾·雷諾伊斯 瑞安農·吉登斯  | 〈殘酷世界〉（Cruel World）     | 《碧血狂殺2》               |
| 丹尼爾·雷諾伊斯 瑞安農·吉登斯  | 〈山岳終曲〉（Mountain Finale） | 《碧血狂殺2》               |
| 丹尼爾·雷諾伊斯 瑞安農·吉登斯  | 〈堅定不移〉                    | 《碧血狂殺2》               |
| 遊戲大獎交響樂團               | 〈生命之光〉（Lifelight）       | 《任天堂明星大亂鬥 特別版》 |
| 遊戲大獎交響樂團               | 年度遊戲組曲                    | 《刺客信条：奥德赛》        |
| 遊戲大獎交響樂團               | 年度遊戲組曲                    | 《蔚藍》                    |
| 遊戲大獎交響樂團               | 年度遊戲組曲                    | 《戰神》                    |
| 遊戲大獎交響樂團               | 年度遊戲組曲                    | 《蜘蛛俠》                  |
| 遊戲大獎交響樂團               | 年度遊戲組曲                    | 《魔物獵人 世界》           |
| 遊戲大獎交響樂團               | 年度遊戲組曲                    | 《碧血狂殺2》               |

## 迴響

### 提名
《VentureBeat》的迪恩·塔卡哈希認為《戰神》與《碧血狂殺2》在提名上的成功展示了「長期開發週期與龐大團隊的威力」；這兩款遊戲分別花費了七年和八年的時間來開發。BBC的路易絲·布蘭（Louise Blain）則認為，在經歷了關於持續營運遊戲將成為產業未來的討論後，大量單人遊戲獲得提名令人耳目一新。一些記者對《蔚藍》獲得年度遊戲提名感到驚喜不已。《Den of Geek》的馬修·伯德（Matthew Byrd）指出，雖然提名作品在種類上略顯單一，但它們的品質都非常出色；他形容「最佳獨立遊戲」這一組別為「競爭激烈」的類別，並指出由於《蔚藍》同時獲得了年度遊戲的提名，因此幾乎板上釘釘會贏得該獎項。

### 典禮
多位記者將菲尔斯-埃米、雷頓以及史賓塞的聯合致辭視為整個典禮的一大亮點；《Destructoid》的基斯·辛頓（Chris Hinton）表示，這段致辭「絕對提升了遊戲大獎的形象」。《VentureBeat》的塔卡哈希讚揚了整個典禮充滿驚喜，並認為這充分展示了「遊戲界的光明未來」。他對《戰神》獲得年度遊戲感到意外驚喜，儘管他個人投票支持《碧血狂殺2》，並表示他最喜歡的時刻是看到奎托斯的飾演者克里斯多夫·賈基在舞台上模仿自己在遊戲中的表演，與飾演奎托斯之子阿特柔斯的桑尼·蘇利奇互動的那一刻。《Push Square》的薩米·巴克（Sammy Barker）則寫道，該典禮「幾乎達到了極限」，並讚揚了慶祝氛圍與展示內容的完美融合。
《Shacknews》的工作人員認為，與往年相比，該典禮的呈現方式和專業水準有了顯著提升，儘管《戰神》的獲獎在團隊內部引發了分歧。《Kotaku》的希瑟·亞歷珊卓（Heather Alexandra）認為SonicFox的獲獎感言是整個典禮中最動人心弦的時刻之一。《Destructoid》的CJ安德里森（CJ Andriessen）則批評該節目過於側重於展示而非頒獎，指出預告片佔的時長竟比頒獎還多。《The Verge》的梅根·法羅克瑪內什（Megan Farokhmanesh）提出該典禮中存在一些問題性獲獎者，例如Ninja使用種族髒話並拒絕與女性共同直播，以及《碧血狂殺2》在開發過程中過度加班的現象。

### 收視
2018年遊戲大獎成為迄今為止觀看人數最多的頒獎典禮。該節目共吸引了超過2620萬次的直播觀看次數，比2017年1150萬次的觀看量增長了128%。在最高峰時，直播同時在線觀眾超過400萬，其中Twitch平台就有113萬人觀看。Twitter上的直播吸引了比前一年多1.3倍的獨立觀眾數。該節目成為Twitter全球熱門趨勢；使用#TheGameAwards標籤的次數比上一屆增加了1.6倍，而整體討論量也增長了1.9倍。在微博上，與頒獎典禮相關的31萬篇獨立帖子總計獲得超過5600萬次觀看。超過3300位Twitch用戶參與了聯合直播，較去年增長了140%。

## 備註
1. 1 2  《戰神》與《碧血狂殺2》的八項提名紀錄於2019年被《死亡擱淺》的十一項提名打敗[1]
2. 1 2  其他同樣獲得四項獎項的為2016年的《鬥陣特攻》[2]和2019年的《死亡擱淺》[3]。這項紀錄在2020年被《最后生还者 第II章》的七項獲獎打敗[4]
3. 1 2  觀看次數記錄被2019年的4520萬次打敗[5]
4. ↑  亞克系統開發的《龍珠戰士Z（英语：Dragon Ball FighterZ）》也獲一項提名，但遊戲是由万代南梦宫娱乐發行，故不包含在此[25]
5. ↑  身穿古惑狼系列中袋狼玩偶裝的表演者[33]
6. 1 2 3  由羅恩·巴夫（英语：Lorne Balfe）指揮[6]
7. ↑  由吉他手彼德·迪斯蒂法諾（英语：Peter DiStefano）和小提琴手迪蘭尼·哈特（DeLaney Harter）伴奏[41]
8. ↑  與莉娜·雷恩共同演出[40]

## 外部連結
- 官方网站